# División Auxiliar Francesa
La División Auxiliar Francesa, también conocida como la Legión Auxiliar Francesa fue una unidad militar creada por la cesión de la Legión Extranjera Francesa al gobierno español de Isabel II durante la Primera Guerra Carlista.

## Introducción
La revolución de 1830 en Francia acabó con el régimen absolutista de Carlos X, tras lo que Luis Felipe fue proclamado rey en el convencimiento de que favorecería el constitucionalismo. Esto hizo que Francia se distanciara de las potencias absolutistas de la Santa Alianza y se acercara al Reino Unido. Tanto en España como en Portugal se desataron crisis sucesorias al ser disputada la legitimidad de la hija del rey para heredar a su padre. Los pretendientes, Carlos María Isidro de Borbón en España y Miguel de Braganza en Portugal, se decantaron del lado del absolutismo, empujando a los partidarios de las jóvenes reinas a buscar el apoyo de las potencias liberales. Para el Reino Unido esto creaba la oportunidad de aumentar su influencia en el continente y de formar un bloque que contrarrestara la influencia de las potencias absolutistas. Por su parte, Francia quería asegurarse de que los absolutistas franceses no encontrarían apoyos institucionales en los reinos ibéricos. Las cuatro potencias –el Reino Unido, Francia, España y Portugal– formaron la Cuádruple Alianza para asegurarse de que ni Carlos ni Miguel accedieran al trono. Tras la derrota de Miguel en Portugal y el estallido de la Primera Guerra Carlista en España, las otras tres potencias ofrecieron apoyo al gobierno isabelino, mandando fuerzas expedicionarias para unirse al combate en contra de los carlistas. El Reino Unido organizó la Legión Auxiliar Británica, Portugal la División Auxiliar Portuguesa y Francia ofreció ceder su Legión Extranjera a España.

## El traspaso de la Legión Extranjera
La Legión Extranjera Francesa fue creada en 1831 para ser empleada fuera del territorio metropolitano de Francia. Voluntarios alemanes, belgas, españoles, italianos y polacos se unieron al cuerpo y fueron encuadrados inicialmente en siete batallones según su nacionalidad, tres alemanes y uno de cada una de las restantes, siendo desplegados en la Argelia francesa en 1832. En 1834 el batallón español fue licenciado, con sus integrantes siendo transportados a España a petición del gobierno isabelino.
El 28 de junio de 1835 Francia y España firmaron el tratado que disponía el traspaso de la Legión a España. El gobierno francés autorizaba a los oficiales, suboficiales y soldados de la Legión a pasar al servicio de la Reina de España, con sus armas y equipamiento, y España se comprometía a reembolsar a Francia por el equipo, y a mantener los derechos y beneficios de que disfrutaban los legionarios mientras estuvieran a su servicio; Francia se encargaría de transportar a la Legión a un puerto a designar por el gobierno español. Los soldados y suboficiales extranjeros serían obligados a trasladarse a España hasta que se acabara su compromiso, mientras que los oficiales extranjeros que se negaran al traslado serían despedidos sin indemnización. Los franceses podían negarse a pasar a España, pero en ese caso volvían al empleo que tenían antes de unirse a la Legión, o dejaban de pertenecer a la escala activa. A los que aceptaran el traspaso se les ofrecían ascensos para reemplazar a aquellos que lo rechazaran.
Los cuatro batallones estacionados en Argel y los dos en Orán se embarcaron para ser trasladados, yendo primero a Palma de Mallorca y de allí a Tarragona.

## La Legión en España

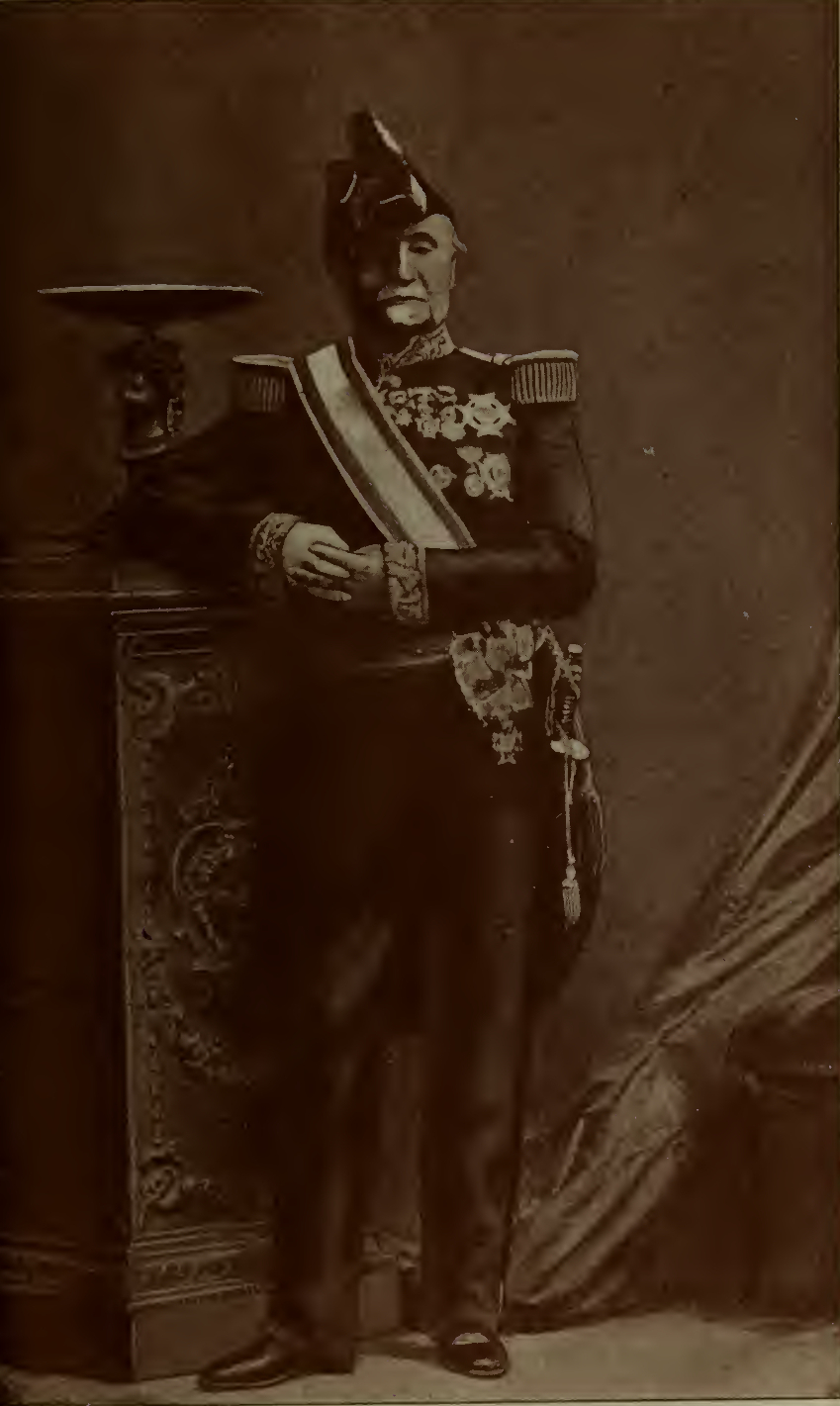
El general Joseph Bernelle.

Los efectivos de la Legión que partieron de Argelia totalizaban 123 oficiales y 4021 suboficiales y tropa. El total se acercó a los 5000 hombres una vez que se les unieron el depósito de Tolón y otros efectivos en baja y en tránsito. El coronel de la Legión Extranjera en Argelia, Joseph Bernelle, continuó al mando del cuerpo tras su transferencia a España y el gobierno español le concedió el rango de mariscal de campo en el Ejército español, con el cuerpo a sus órdenes siendo designado la División Auxiliar Francesa. Una de las primeras medidas que tomó Bernelle tras la llegada de la Legión a España fue reorganizar los batallones para acabar con la segregación por origen nacional, formando en su lugar batallones que integraban hombres de todas las nacionalidades.
Los barcos que transportaban a la Legión llegaron a Tarragona el 16 de agosto de 1835 y los legionarios desembarcaron el día siguiente. Los legionarios, tanto los oficiales como los suboficiales y los soldados, eran un grupo con un pasado heterogéneo. Había oficiales que habían servido con Napoleón y habían sido relegados por la restauración borbónica, borbónistas –en desacuerdo con el régimen nacido de la revolución de 1830– que habían servido anteriormente en la Guardia Real o en los regimientos suizos, extranjeros –italianos, suizos, alemanes y polacos– de distintas inclinaciones políticas, aristócratas, constitucionalistas y demócratas. Algunos de ellos habían combatido anteriormente en España, ya con Napoleón o con los Cien Mil Hijos de San Luis. Los soldados, incluyendo desertores de otros ejércitos y criminales exiliados de sus países de origen, eran veteranos de cuanta guerra se había combatido en los años previos tanto en el viejo como en el nuevo continente, así como en África y la India. La mayor parte del clero español, favorable a la causa carlista, pintaba a los legionarios –también conocidos como los argelinos durante su servicio en España– como paganos come-niños. Sus propios mandos admitían que los legionarios adoraban a un solo dios, Baco, dada su gran afición al vino.

### La legión de Suarce
Al mismo tiempo que se gestionaba el traslado de la Legión a España, hubo otras iniciativas en Francia para reclutar voluntarios que lucharan del lado de Isabel II. La más fructuosa fue la liderada por el barón de Suarce, un coronel que anteriormente había mandado una unidad de voluntarios franceses que combatió del lado de María de Portugal. Suarce acordó con el embajador español en Francia el reclutamiento de dos batallones de voluntarios, que se deberían congregar en Pau antes de pasar a España. La legión de Suarce –también conocida como los voluntarios de Isabel II– se formaría tanto con voluntarios franceses como con extranjeros que ya no tenían la opción de unirse a la Legión Extranjera.
Los voluntarios se fueron concentrando en Pau desde principios de agosto de 1835 y la legión pasó a España el 18 de septiembre, aposentándose en Jaca. Tras varios días sin recibir ni sueldo ni víveres, la disciplina se deterioró. El 21 de septiembre, cuando la Legión debía salir de Jaca, la ciudad se vio obligada a entregarle fondos para sofocar un motín. Cinco de los cabecillas de la revuelta fueron expulsados a Francia y en octubre se decidió disolver esta legión, con 751 de sus efectivos volviendo a Francia y los otros 264 integrándose en la división liderada por Bernelle.
Tras la integración de los voluntarios isabelinos y otros refuerzos, la División Auxiliar Francesa alcanzó unos efectivos de unos 6000 hombres. El gobierno isabelino hubiera preferido una mayor participación francesa, similar a la de 1823, y pagada por el gobierno francés. Hubo incluso quién propuso que los franceses ocuparan Navarra y las provincias vascas. El gobierno francés, que sabía que al contrario que en 1823 su intervención no contaría con el apoyo del clero y la población rural, se negó a que entraran tropas en España bajo la bandera francesa.

### Operaciones en Cataluña y Aragón
Inicialmente se preveía que los legionarios se unieran al ejército del norte que combatía en Navarra y las provincias vascas, pero la entrada en Cataluña de una columna carlista liderada por Guergué hizo cambiar los planes. Se ordenó que la legión se desplazara a Lérida y sus alrededores, adonde llegaron tres batallones liderados por el teniente coronel Joseph Conrad] el 24 de agosto de 1835 y otros tres batallones bajo el mano directo de Bernelle el día siguiente. Los batallones y compañías legionarios fueron entonces distribuidos entre las formaciones del Ejército español que guarnecían la provincia. Cuatro compañías fueron destacadas a Tárrega; desde allí participaron en el sitio del castillo de Guimerá, donde se había hecho fuerte un destacamento carlista. Tras la rendición del castillo, entre 60 y 80 vecinos que se habían unido a los carlistas fueron fusilados por las tropas isabelinas. Tres batallones a las órdenes de Conrad fueron enviados a Balaguer, desde donde se dispersaron en pequeños destacamentos, como hizo el resto de la división.
La dispersión de sus legionarios preocupaba a Bernelle; no era buena para mantener ni la disciplina ni la cohesión, especialmente con agentes carlistas intentando captar soldados para que cambiaran de bando. Sus protestas fueron finalmente escuchadas y se ordenó el reagrupamiento de la unidad para que pasara a Aragón. Dejando un batallón en Lérida hasta que pudiera ser reemplazado por otras tropas isabelinas, el resto de la división se concentró en Balaguer, desde donde salió el 28 y 29 de septiembre para llegar el 30 y el 1 de octubre a Barbastro. Desde allí, recibió órdenes del capitán general de Aragón de desplegarse a lo largo de la frontera con Cataluña para prevenir una posible invasión carlista. Es en este periodo cuando se incorporó a la división parte de la Legión de Suarce. La división intentó cortar el paso de la columna carlista de Guergué, que abandonó Cataluña y regresó a Navarra, pero solo consiguió evitar que entrara en las ciudades altoaragonesas. Tras esto, la división se reunió de nuevo en las Cinco Villas. En diciembre, Bernelle recibió órdenes de incorporara la división en el ejército del norte, pero primero tuvo que desplegarla alrededor de Sangüesa para prevenir la entrada de otra columna carlista en Aragón.

### Operaciones en Navarra y las provincias vascas
El 5 de enero de 1836 la división, con solo cinco batallones ya que el otro todavía se encontraba en Lérida, salió de Sangüesa en dirección a Vitoria, entrando en esta ciudad el 12 de enero. El 16 la división salió de Vitoria formando la columna central de una operación destinada a tomar los altos de Arlabán. Las tropas isabelinas lograron expulsar a los carlistas de sus posiciones en la batalla de Arlabán, pero la conquista no fue sostenible y se tuvieron que retirar a Vitoria poco después. Diferencias con Bernelle obligaron a Conrad a presentar su dimisión, tras lo que regresó a Francia.
El 28 de enero la división salió de Vitoria para desplazarse a Pamplona, adonde llegó el 3 de febrero. Allí se formaron tres compañías de depósito y una de ambulancia. Los batallones fueron desplegados en una línea entre Pamplona y Eugui para proteger las comunicaciones entre España y Francia y dificultárselas al enemigo. Los legionarios se vieron envueltos en acciones menores, pero encarnizadas: los carlistas no conferían a los extranjeros las garantías estipuladas en el convenio de Eliot y procedían a torturarlos y fusilarlos si caían prisioneros. Esto hizo que los legionarios lucharan hasta la muerte para no caer prisioneros y que Bernelle autorizara por un tiempo el fusilamiento de los prisioneros enemigos, hasta que se llegó un acuerdo mutuo para parar las ejecuciones.
El 28 de marzo de 1836 el batallón destinado en Lérida llegó a Pamplona para finalmente reunirse con al resto de la división. Bernelle había introducido numerosos cambios tras la entrada de la Legión en España, no solo la creación de batallones multinacionales, sino también la introducción de una disciplina más severa que incluía castigos corporales, la creación de un numeroso estado mayor divisionario –en el que encontraron empleo parientes del general– y la de una escuadra de gastadores para la escolta de su persona. El paso siguiente fue el dotarse de artillería y caballería que permitieran la operación independiente de la división. La caballería se formó con legionarios y otros veteranos polacos que habían servido previamente en unidades de lanceros. Inicialmente se formaron dos escuadrones de lanceros, aunque Bernelle hubiera deseado contar con todo un regimiento; el ganado y el equipo fueron suministrados por los regimientos de caballería franceses próximos a la frontera. La batería de artillería se formó con seis piezas de montaña y otros seis obuses de campaña.
A finales de mayo de 1836 el ejército isabelino del norte fue reorganizado en tres cuerpos y tres divisiones de reserva. Bernelle fue nombrado comandante del cuerpo de Navarra, que incluía tanto la mayoría de las unidades de la legión como otras unidades españolas. En julio las fuerzas a su mando se enfrentaron con éxito a los carlistas en varias acciones. Las excesivas medidas disciplinarios impuestas por Bernelle, la intromisión de su esposa en los asuntos militares, y su maltrato del popular Conrad hicieron al general impopular con sus subalternos. Sus constantes demandas al gobierno español y al francés, si bien en parte justificadas, empeoraron su relación con sus superiores. La situación se hizo tan difícil para Bernelle que el 25 de julio pidió su regreso a Francia. Su petición fue aceptada y se nombró para reemplazarle al coronel Lebeau como jefe de la división y a Conrad como coronel de la Legión.

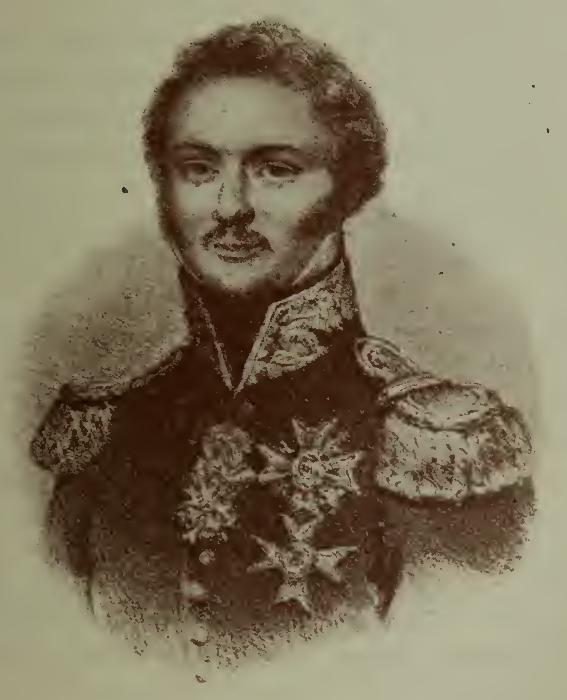
Joseph Conrad

Al otro lado de la frontera, el gobierno francés estaba preparando 6000 hombres para reforzar la Legión. El primer batallón de refuerzo entró con Conrad en España el 16 de agosto; el resto de la fuerza hubiera duplicado los efectivos de la división, pero el motín de los sargentos de la Granja, y el subsiguiente cambio de gobierno en España, hizo cambiar los planes del gobierno francés. En septiembre, el gobierno francés decretó que la nueva legión se destinara a África en vez de a España.
Lebeau llegó a Pamplona el 12 de agosto de 1836 para hacerse cargo de la división, dependiendo del conde de Clonard como nuevo jefe del cuerpo de Navarra. Lebeau fue también nombrado mariscal de campo en el Ejército español. Pocos días después de su llegada tuvo lugar el motín de la Granja. El 17 de agosto Lebeau salió de Pamplona a la cabeza de su división para combatir a los carlistas. En septiembre la división pasó a defender una línea en el sur de Navarra para prevenir que los carlistas cruzasen el Ebro y se enfrentó con ellos en las afueras de Estella. El cambio de mando no cambió las difíciles condiciones en las que luchaba la legión: el gobierno español no proporcionaba dinero suficiente ni para pagar las soldadas y ni para proveer suministros ni raciones adecuadas. Esto hacía difícil mantener la moral y la disciplina en el cuerpo. Los legionarios se negaban a renovar sus contratos y las deserciones se multiplicaban. Esta situación, y la cancelación de los refuerzos, hizo que Lebeau también ofreciera su dimisión y pidiera su regreso a Francia.
Las dificultades de la división fueron aprovechadas por los carlistas, que reclutaron a los desertores e incluso se atrevieron a ofrecer a Conrad el cargo y dinero que desease si cambiaba de bando. Los carlistas crearon su propio batallón extranjero para encuadrar a los legionarios desertores. El 16 de noviembre Lebeau recibió la autorización para regresa a Francia; al mismo tiempo Conrad fue ascendido a brigadier y nombrado jefe de la división. La continua penuria de suministros le hizo concebir operaciones que tenían como único objetivo el requisar víveres en la zona enemiga y el capturar adversarios por los que se pudiera pedir rescate con el que pagar a sus tropas. A finales de febrero de 1837 la división contaba con solo unos 4000 hombres y cada mes otros 300 alcanzaban la fecha de licenciamiento; la única razón que tenían algunos para quedarse era la esperanza de poder un día cobrar la paga que se les adeudaba. El mes siguiente, la infantería de la división se reorganizó en tres batallones, en vez de los siete existentes tras el regreso de Conrad.
En marzo de 1837 la legión, junto con otras unidades del cuerpo de Navarra, se batió con los carlistas en Dos Hermanas y Larráinzar –acciones previas a la batalla de Oriamendi– tras lo que se retiró a sus acuartelamientos de Pamplona, Villava y Burlada. La continua disminución de efectivos forzó una nueva reorganización, esta vez a solo dos batallones, dos escuadrones de lanceros y una batería de artillería.

### Persecución de la Expedición Real
Las preparaciones de la Expedición Real, un ejército carlista compuesto por 15 batallones de infantería y 1000 jinetes que pretendía escapar del reducto vasco-navarro y conseguir más recursos y apoyos con los que entrar en Madrid, alertaron a los isabelinos. Las fuerzas de la expedición incluían el llamado Batallón de Argelinos, formado con desertores de la legión. El mando isabelino no sabía que dirección tomaría el ejército que se estaba concentrando en Estella: si se dirigiría hacia el sur para cruzar el Ebro en dirección a Madrid, si se dirigiría hacia el sureste para amenazar Zaragoza, o hacia el este para reforzarse con las fuerzas carlistas en Cataluña. Los isabelinos consideraron que la mayor amenaza sería en dirección a Madrid, y cuando la expedición se aproximó a Pamplona para entrar en el Alto Aragón en dirección a Cataluña, las fuerzas en el área de Pamplona fueron suficientes para proteger la ciudad, pero no pudieron cortar el paso a la expedición.
Las fuerzas isabelinas en Navarra –al mando del general Iribarren– se pusieron en marcha para perseguir la expedición carlista; incluían la división del brigadier Antonio Van Halen, una brigada de caballería, y una brigada al mando de Conrad, que a su vez incluía los dos batallones, los dos escuadrones y la batería de la legión y otro batallón español. Los isabelinos no fueron capaces de impedir que la expedición carlista entrara en Huesca, y la aproximación del ejército isabelino a la ciudad resultó en la batalla de Huesca, en la que las tropas isabelinas fueron rechazadas y donde Iribarren perdió su vida. En esta batalla, la legión se empeñó en la lucha y sufrió bajas considerables. Tras la retirada, Conrad asumió el mando del ejército isabelino de Navarra y se unió a las fuerzas de Buerens, procedentes de Zaragoza, para continuar la persecución. Tras también juntarse las fuerzas al mando del general Oraá, los isabelinos volvieron a enfrentarse a la Expedición Real a las afueras de Barbastro. Las bajas en la Legión, junto con el licenciamiento de aquellos que habían cumplido su compromiso, obligó a fundir los dos batallones que quedaban en solo uno.
En la batalla de Barbastro la infantería de la Legión estaba encuadrada en la segunda brigada de la división de Navarra, su batería de artillería –con cuatro piezas de montaña– en la misma división, y los restos de los dos escuadrones de lanceros polacos en la división mandada por Diego de León. La división de Navarra formó el ala izquierda del despliegue isabelino y avanzó adelantándose al resto del despliegue, tras lo que se vio obligada a replegarse. La legión fue desplegada para proteger la retirada de otras unidades y se encontró al entrar en un olivar con el Batallón de Argelinos de los carlistas. Así es como describió el combate el antiguo oficial carlista alemán Wilhelm von Rahden en su obra Correrías de un viejo soldado:

En el mismo momento que llegué, presencié un combate horrible: nuestra legión extranjera, mandada a reforzar el ala izquierda, se encontró allí con la legión extranjera francesa enemiga del brigadier Conrad. En mi extensa vida militar no he visto nunca, ni antes, ni después, una carnicería tan sangrienta como esta. Los soldados se reconocían mutuamente durante la batalla llamándose –ya en francés, ya en alemán– por sus apodos respectivos, se acercaban como amigos, charlaban, se interpelaban, y luego se disparaban mutuamente a sangre fría. Es bien sabido que, después de la batalla de Barbastro, en ambos bandos sus legiones se quedaron en cuadro y que, poco después, desaparecieron. Cuando cruzamos el Arga el 16 de mayo, el rey y el infante realizaron la primera y última revista de la totalidad de la Expedición Real, y se contaron entonces 875 hombres en el batallón de extranjeros; tras la batalla de Barbastro –apenas 14 días después– al pasar lista, solamente formaron dos filas con 80 hombres cada una; casi todos los oficiales habían muerto o habían sido heridos.
von Rahden (1851), 3 p. 253

Los legionarios isabelinos perdieron los nervios y comenzaron a huir. Conrad quiso dar un ejemplo a sus hombres y, avanzando hacia la primera línea alzando su gorra con la punta de su bastón, gritó «¡Adelante!», pero el pánico se había apoderado de sus hombres, que continuaron la desbandada. Acto seguido, una bala impactó a Conrad en la frente y cayó muerto. El ejército isabelino tuvo que retirarse, incluyendo los restos de la legión ahora bajo el mando del capitán Bazaine. El 3 de junio, Bazaine, reconociendo que lo que quedaba de la legión necesitaba recuperarse, ordenó su evacuación a Zaragoza. De allí la infantería se trasladó a Pamplona, donde se reformó en un batallón de 800 hombres bajo el mando del teniente coronel Cros d'Avenas, desplegándose en Villava y Burlada.

### Agonía de la Legión
Tras volver a Pamplona, varios de los oficiales de la legión pidieron y les fue concedida su vuelta a Francia. La artillería y la caballería actuaron a partir de entonces agregadas a otras formaciones, mientras que la infantería formó el 1 de julio de 1837 un batallón con 24 oficiales y un millar de hombres. Cros d'Avenas, el nuevo jefe de la legión, no tenía ni la autoridad de Bernelle, ni el carisma de Conrad; pidió también volver a Francia, pero su petición no fue atendida hasta la segunda quincena de agosto, cuando fue reemplazado por el teniente coronel Ferrary. Los retrasos en recibir la paga y la falta de suministros acrecentó la desmoralización y el descontento en la unidad. La situación era similar en las unidades españolas en Navarra y las tropas españolas acabaron amotinándose, haciéndose el 25 de agosto con el control de Pamplona y asesinando al general Sarsfield. Ferrari decidió no intervenir en la disputa y limitarse a repeler cualquier avance carlista, sacando la Legión de Pamplona y acantonándose en Villava y Huarte.
Dada la difícil situación política en Navarra, el gobierno francés se planteó que la Legión volviera a Francia, pero Ferrary fue capaz de mantener la disciplina y la Legión se trasladó a Jaca en octubre de 1837. A finales de noviembre, se produjo otra revuelta en Jaca y esta vez la legión intervino para desarmar a los rebeldes. Los efectivos de la Legión continuaron disminuyendo, y el gobierno español ya no la consideraba de mucha utilidad. A principios de 1838 solo podía organizar dos compañías para participar en las operaciones militares.
A finales de abril de 1838, los restos de la legión –salvo un centenar de hombres que permanecieron en Jaca– se trasladaron a Zaragoza. Una vez allí organizaron una colecta para dar una sepultura más digna a Joseph Conrad, que había sido enterrado en esta ciudad. La nueva tumba se inauguró el 3 de junio de 1838, un año después de la batalla de Barbastro en la que Conrad perdió la vida.
La legión fue finalmente licenciada por el gobierno isabelino el 8 de diciembre de 1838. Algunos de sus oficiales y soldados decidieron incorporarse en el Ejército español, el resto volvieron a Francia. De toda la paga que se les debía, solamente se les entregó la correspondiente a tres meses. Una columna con los restos de la infantería de la División Auxiliar Francesa salió de Zaragoza el 1 de enero de 1839, con 63 oficiales, y 159 suboficiales y soldados. Llegaron a Jaca después de seis días de viaje y a Pau el 10 de enero. Una vez allí algunos volvieron a incorporarse al Ejército regular francés, pero perdiendo los ascensos que habían obtenido durante su servicio en España, otros se incorporaron a la nueva Legión Extranjera en Argelia, y el resto fueron licenciados. Los artilleros de la legión recibieron su licenciamiento el 1 de abril de 1839.